# アムスゴ族
アムスゴ族（アムスゴぞく、Amuzgo）は、メキシコに住む部族。

## 居住地
メキシコのゲレロ州南東部にある地勢の険しい森林地帯に住んでいる。
大型の村では整然とした格子状の道路に沿って家が並んでいるが、その他の村では家族ごとに畑に家を設けて住む。家は円形平面の一室住居で、屋根はわらで葺かれている。

## 生活
畑では主食であるトウモロコシ、豆類、カボチャの他に、トウガラシ、トマト、コーヒー、カカオ、米、タバコを育てている。また主要換金作物としてサトウキビを栽培している。

## 宗教
地の神、雨の神に動物を捧げる習慣がある。